# Тхат-Луанг
Пха Тхат Луанг ( лаос. ວຽງຈັນ or ທາດຫຼວງ, [tʰâːt lwǎːŋ] «Велика ступа») — велика вкрита золотом буддійська ступа в центрі міста В’єнтьян, Лаос. З моменту побудови, ймовірно, у ІІІ столітті нашої ери, ступа зазнала реконструкцій лише в 1930-х роках через іноземні вторгнення в цей район. Вона, як правило, вважається найважливішим національним пам'ятником Лаосу і національним символом.

Пха Тхат Луанг у В'єнтьяні

## Історія

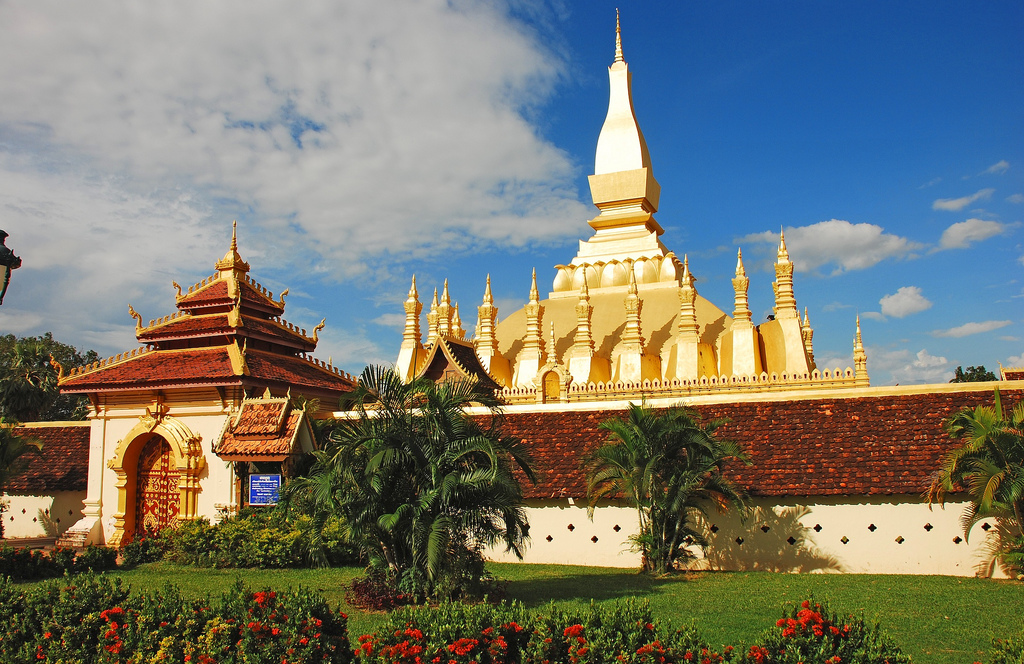
Тхат-Луанг

Вважається, що імператор Ашока надіслав буддійських місіонерів з імперії Маур'ян, у тому числі Бері Чана або Прайя Чантабері Пасітісака і п'ятьох ченців Арахата, які принесли святу реліквію (вважається, що грудину ) Будди в ступу в ІІІ столітті н. е. У ХІІІ столітті вона була перебудована як кхмерський храм, який пізніше розвалився.

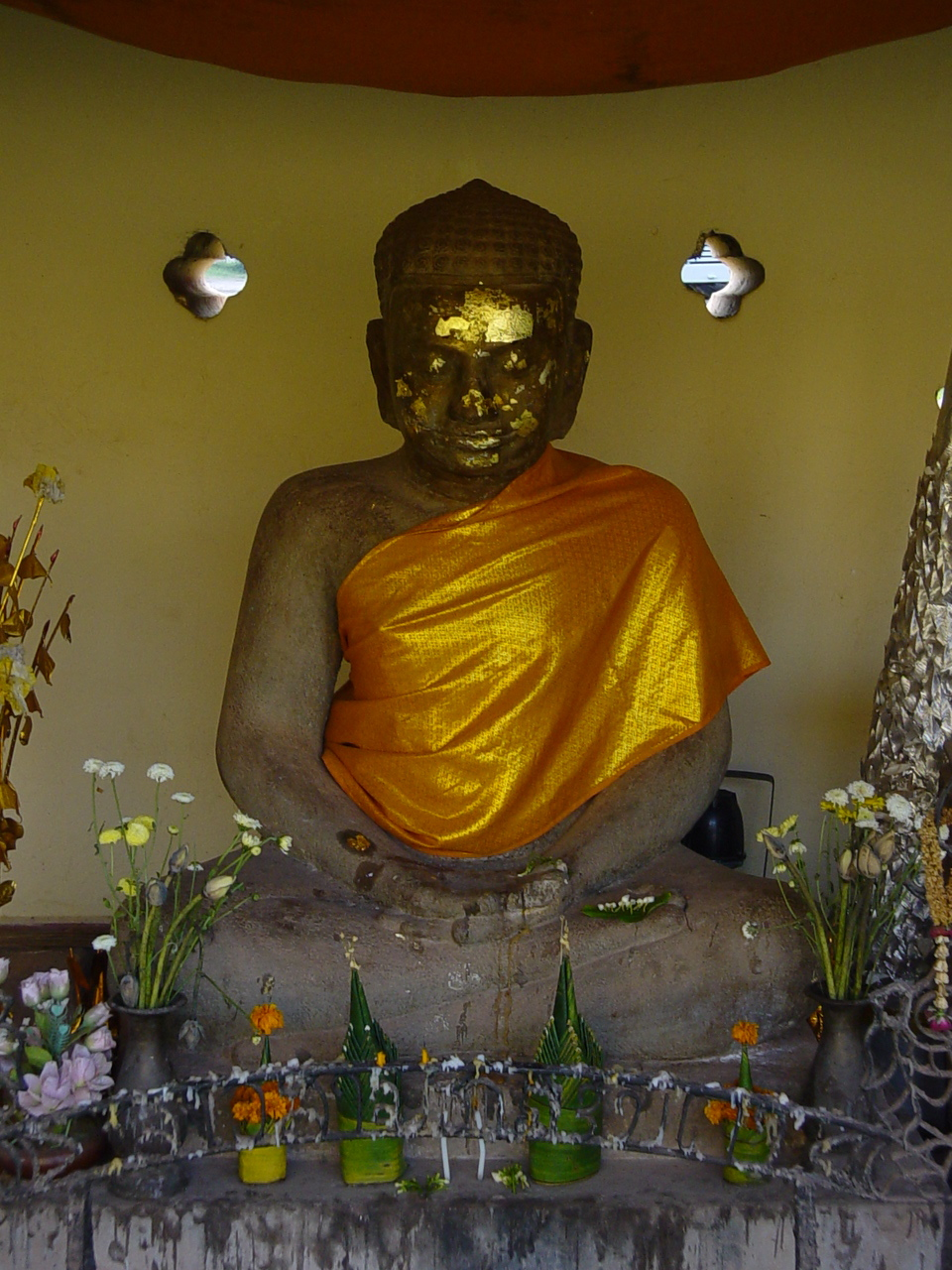
Король Кхмерської імперії Джаяварман VII.

У середині XVI століття король Сеттатірат переніс свою столицю з Луанґпхабанґу до В’єнтьяна і наказав побудувати Пха Тхат Луанг у 1566 році. Ступу було відбудовано на відстані 4 км від центру В’єнтьяна. Бази мали довжину 69 метрів кожна, висоту 45 метрів, оточували 30 невеликих ступ.

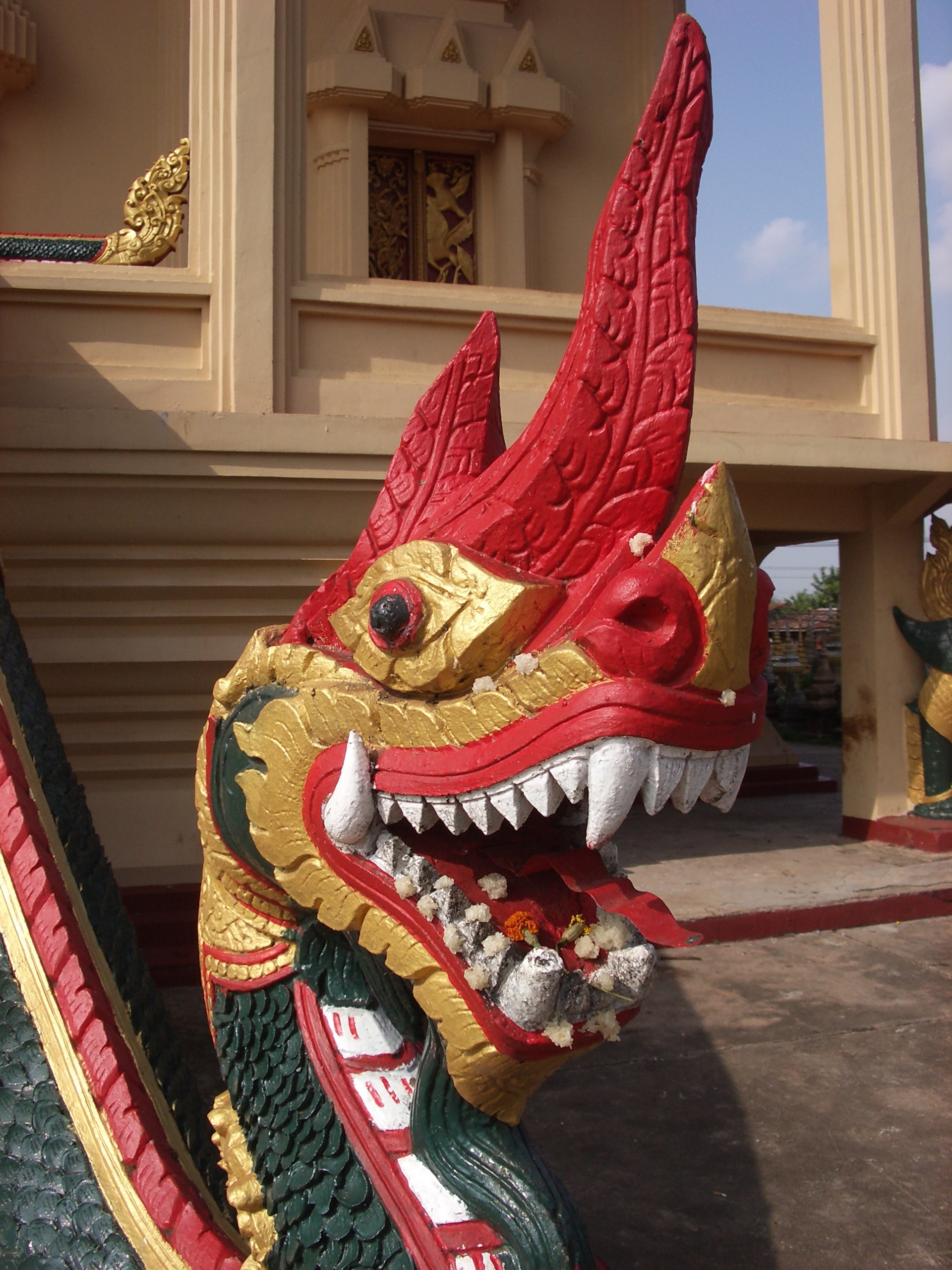

У 1641 році посланець Голландської Ост-Індської компанії Герріт ван Вуйстхофф відвідав В'єнтьян і був прийнятий королем Сурінья Вонгса в храмі на пишній церемонії. Він написав, що його особливо вразила «величезна піраміда, а вершина була покрита сусальним золотом вагою близько тисячі фунтів». Однак ступу неодноразово грабували бірманці, сіамці та китайці.
Пха Тхат Луанг постаждав при тайському вторгненні у 1828 році, внаслідок чогобув значно пошкоджений і покинутий. Лише в 1900 році французи відновили його оригінальний дизайн на основі детальних креслень 1867 року французького архітектора і дослідника Луї Делапорта. Однак перша спроба його реставрації була невдалою, і в 1930-х роках його довелося перепроектувати, а потім реконструювати. Під час франко-тайської війни Пха Тхат Луанг був значно пошкоджений під час нальоту тайської авіації. Після закінчення Другої світової війни Пха Тхат Луанг був реконструйований.

## Архітектура
Архітектура будівлі містить багато ознак лаоської культури та самобутність, тому вона стала символом лаоського націоналізму.
Перший рівень становить 223 фути (67 метрів) на 226 футів (68 метрів); другий — 157 футів (47 метрів) з кожного боку; а третій рівень становить 98 футів (29 метрів) з кожного боку. Від землі до вершини Пха Тхат Луанг має висоту 147,6 футів (44 метри).
Тільки вершина покрита справжнім золотом, решта ступи пофарбована в золотий колір.
Територія навколо Пха Тхат Луанг тепер закрита, щоб не допустити руху транспорту. Раніше відвідувачі могли проїхатися по всьому комплексу. Стіни, що оточують ступу, мають довжину приблизно 279 футів (85 метрів) з кожного боку і містять велику кількість лаоських і кхмерських скульптур, включаючи одну з Джаявармана VII.

## Галерея

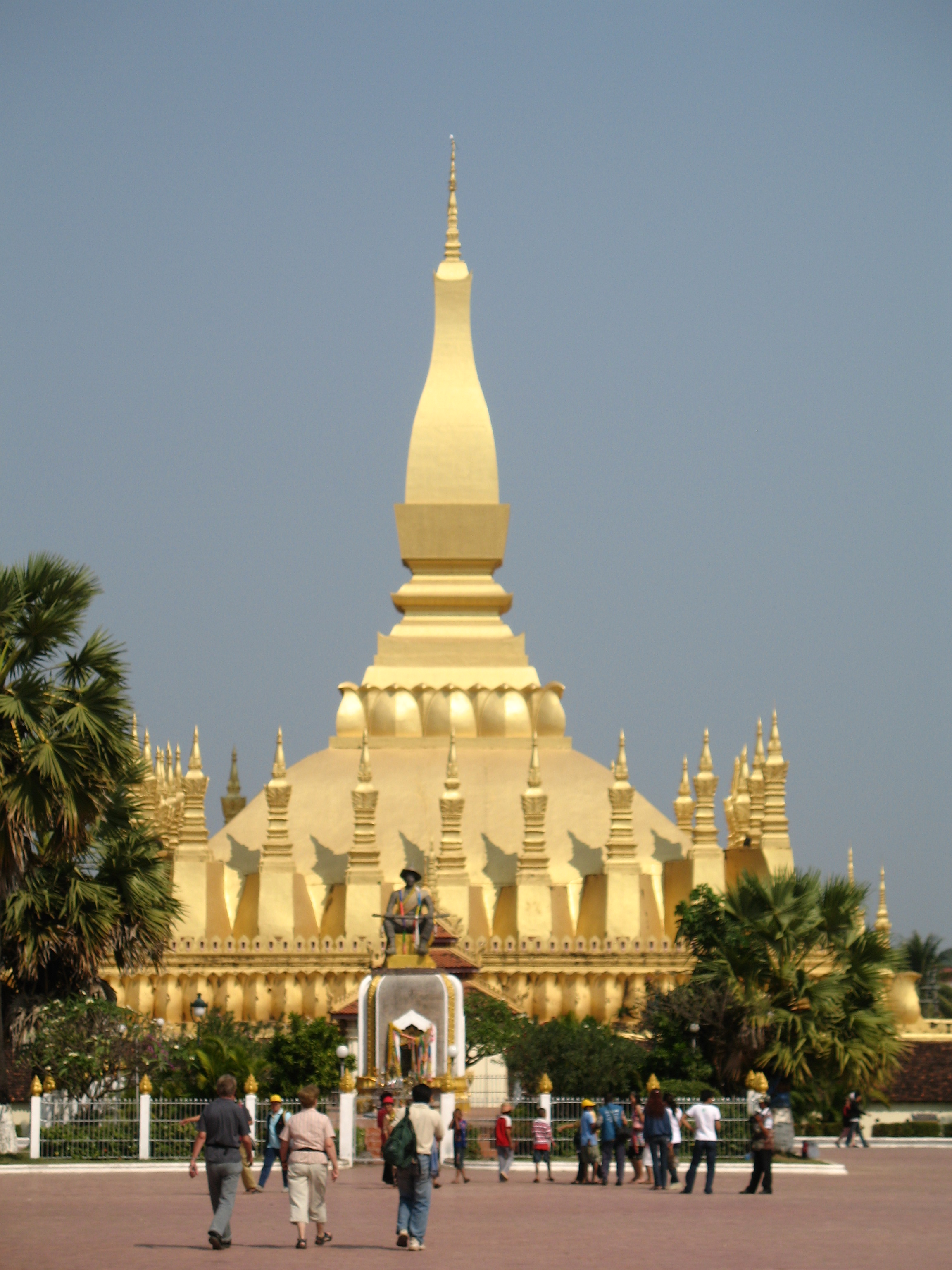
Ступа Пха Тхат Луанг
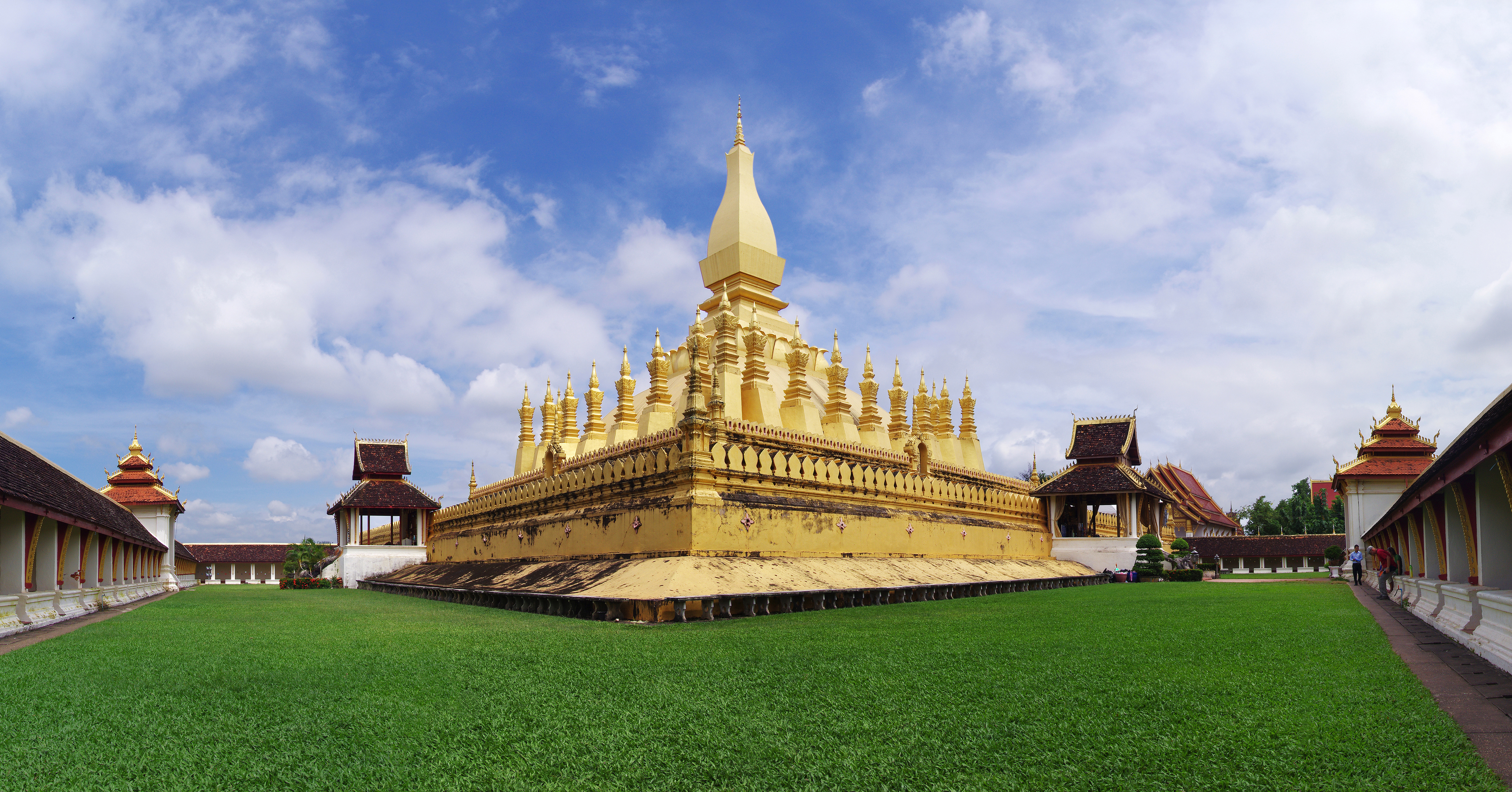
Вид на ступу всередині храму
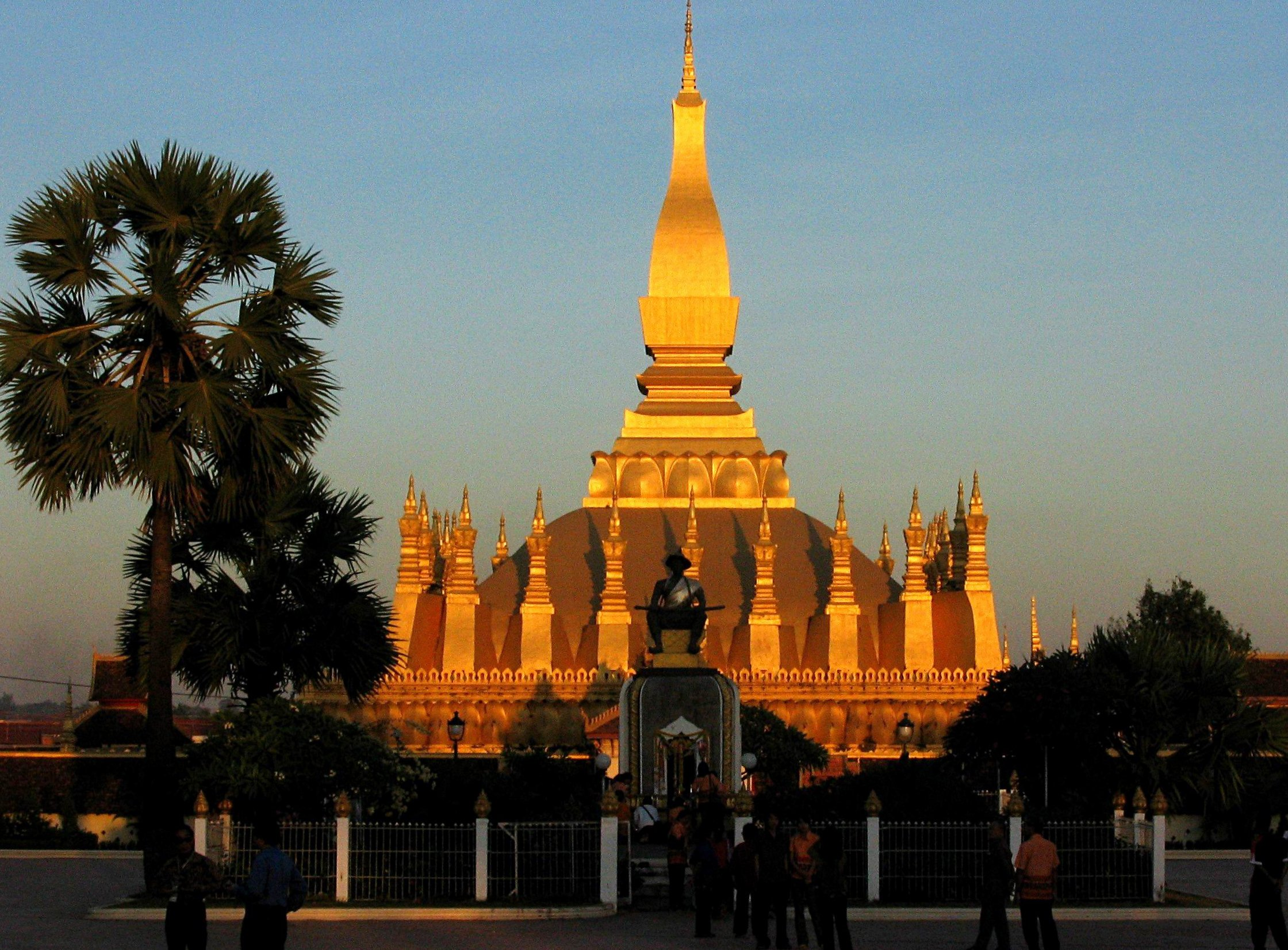
Національний символ Лаосу під час заходу сонця
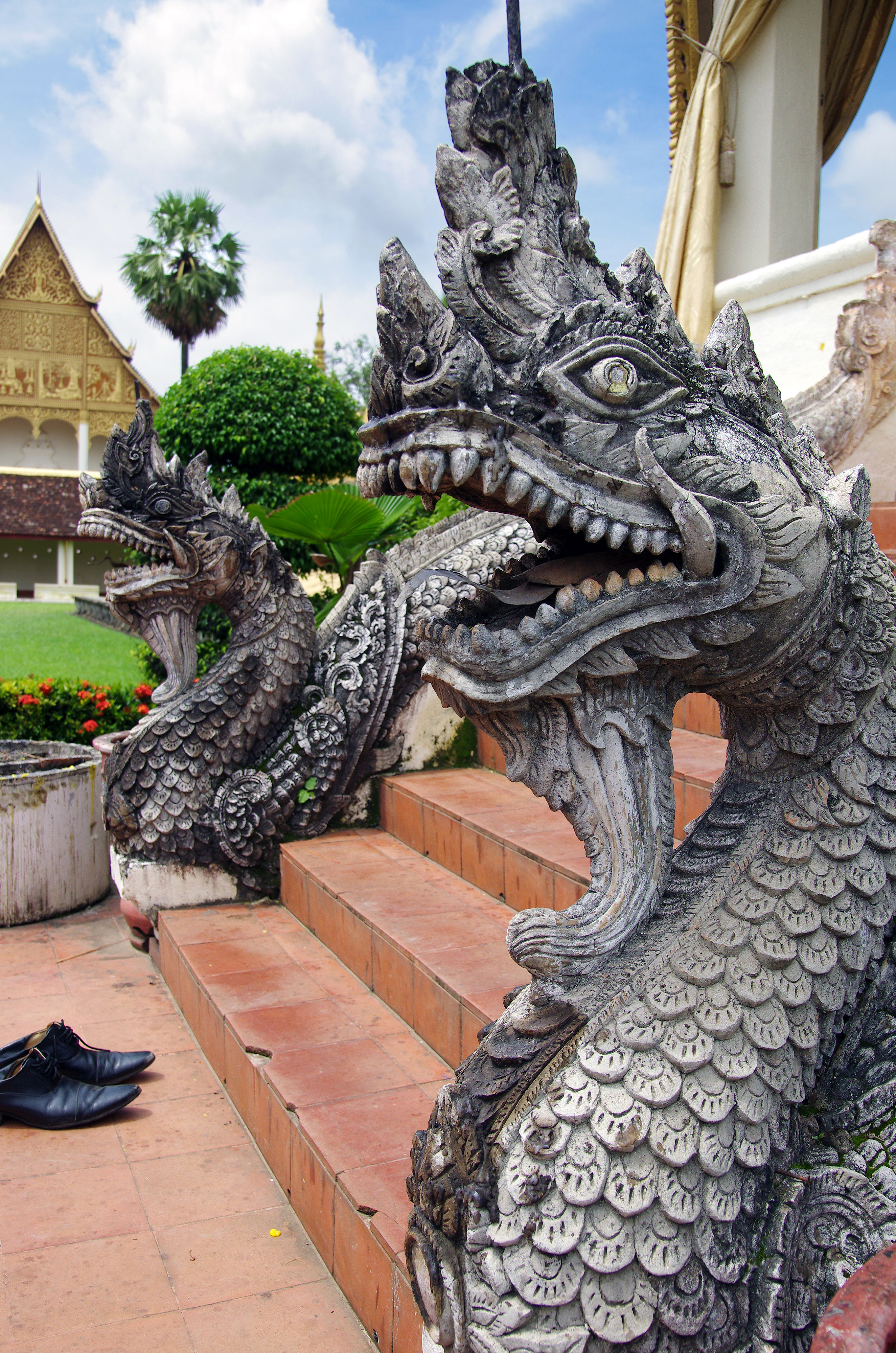
Нага всередині храму
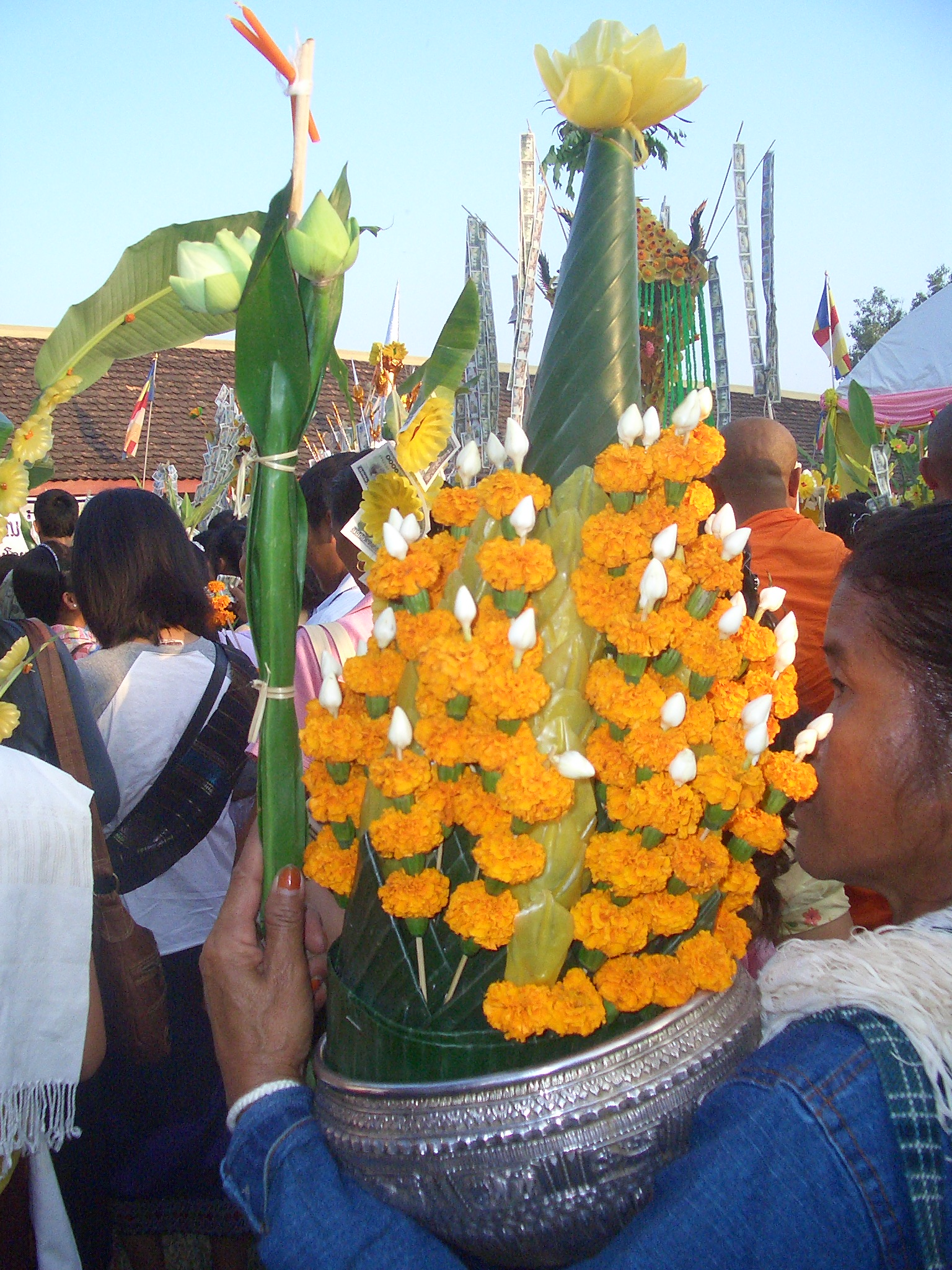
Фестиваль Тхат Луанг (2010)
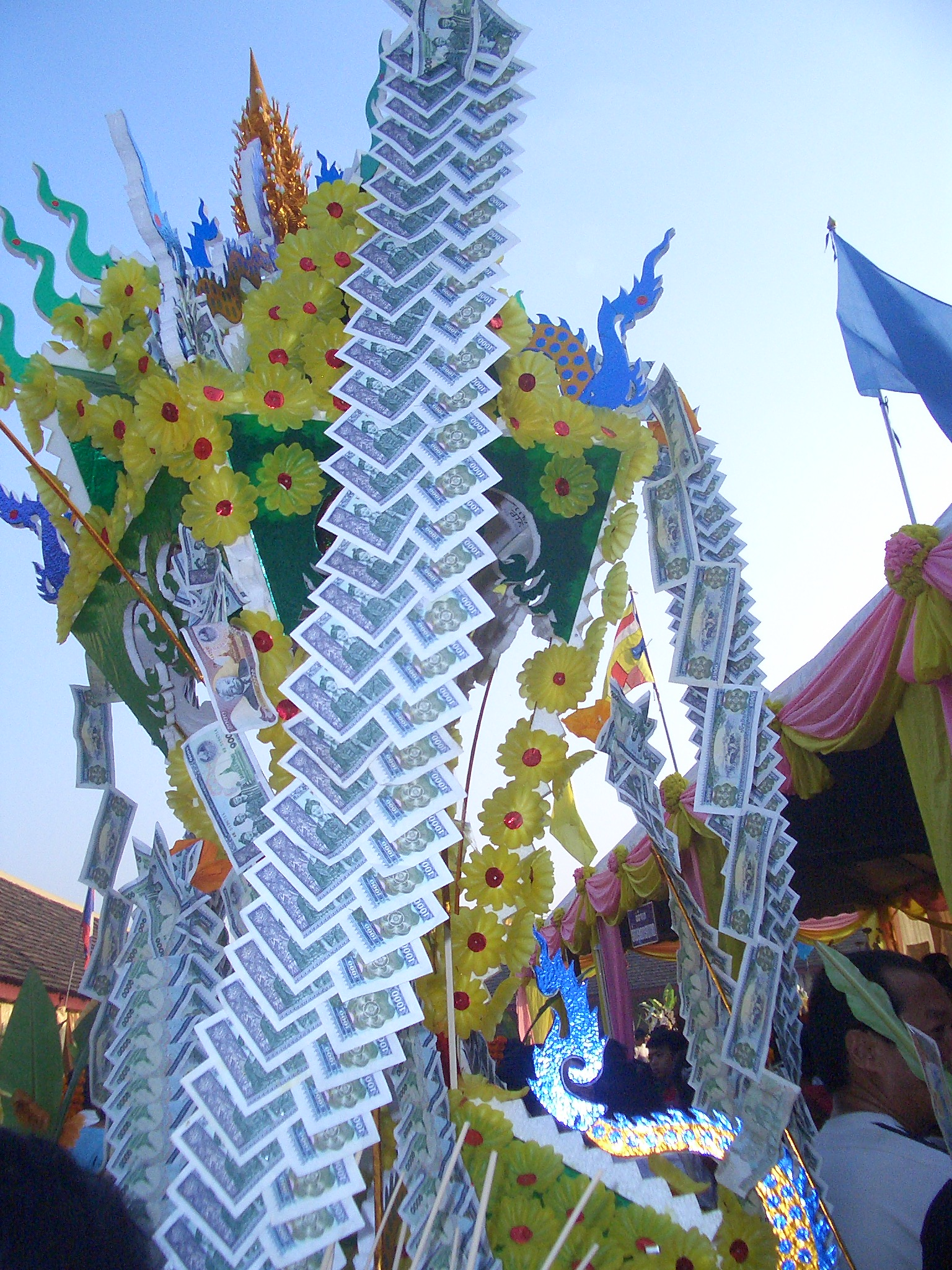
Фестиваль Тхат Луанг (2010)
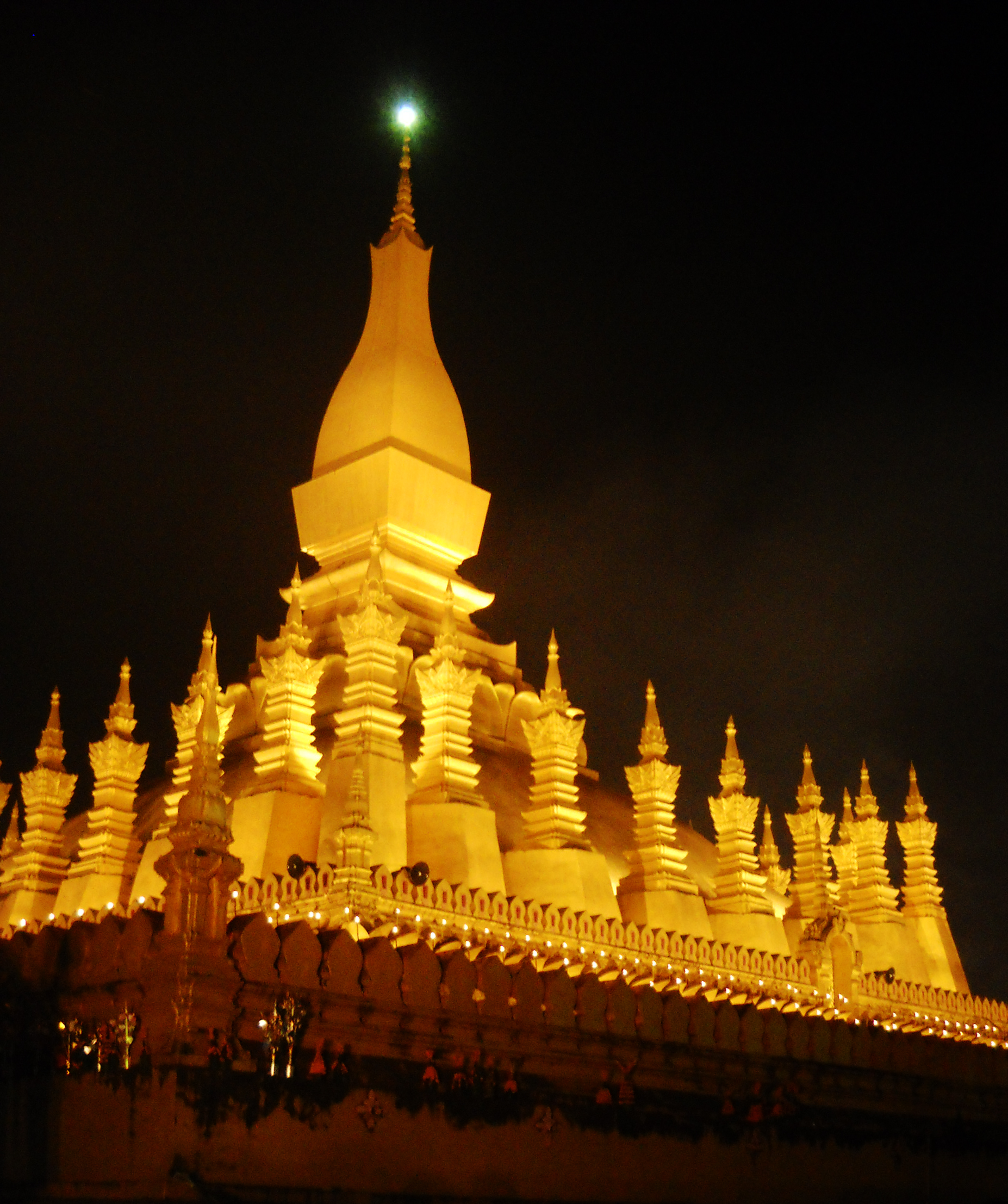
Тхат Луанг ступа вночі
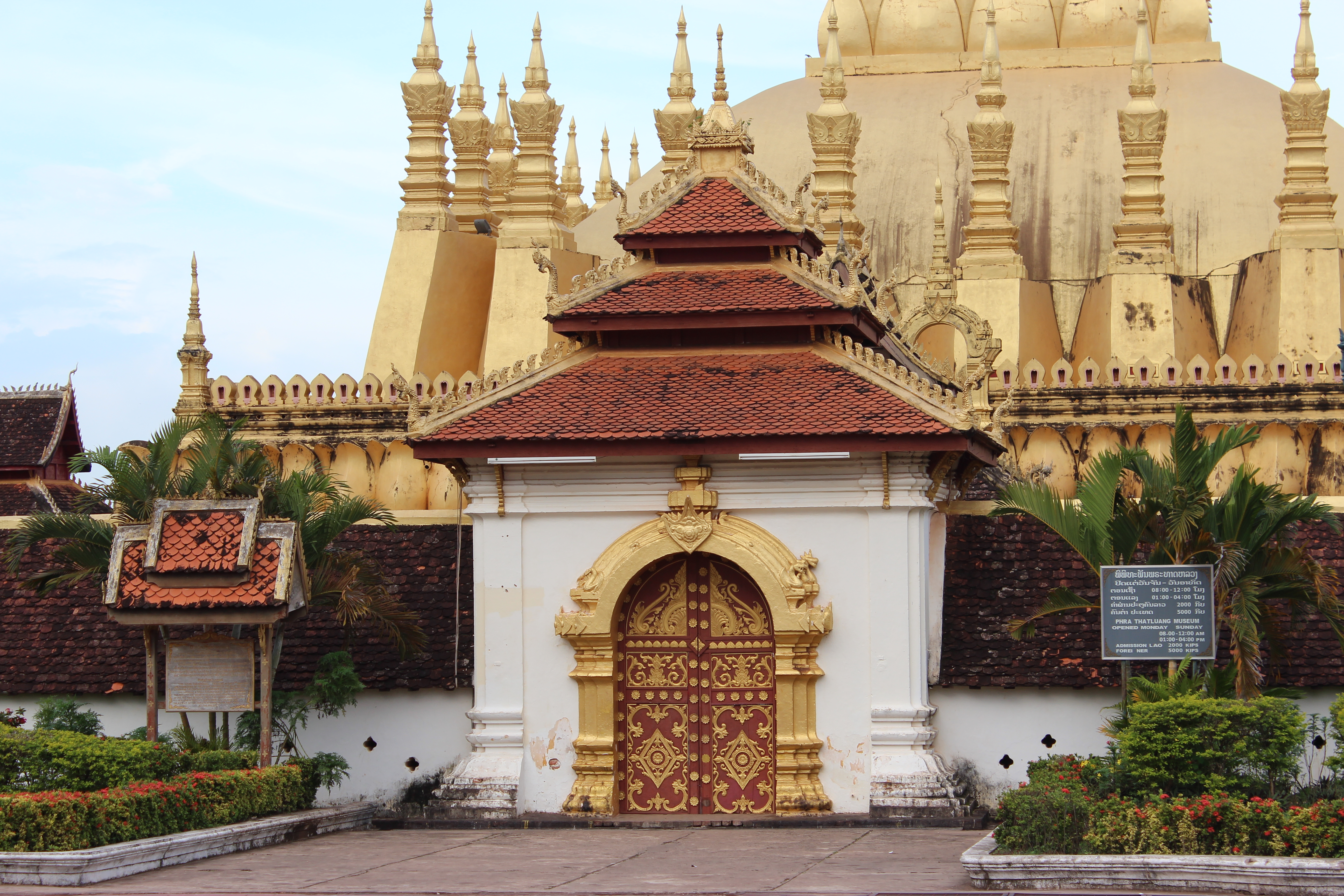
Тхат Луанг